# Адам Родригез
Адам Мајкл Родригез (енгл. Adam Michael Rodriguez; 2. април 1975) амерички је глумац. Родригез је најпознатији по улогама Ерика Делка у серији Место злочина: Мајами и Лука Алвеза у серији Злочиначки умови.